# Embalse de Guístolas
El embalse de Guístolas (en gallego: encoro das Guístolas) es una infraestructura hidrológica construida en el río Navea, en el municipio de Río, provincia de Orense, Galicia, España.

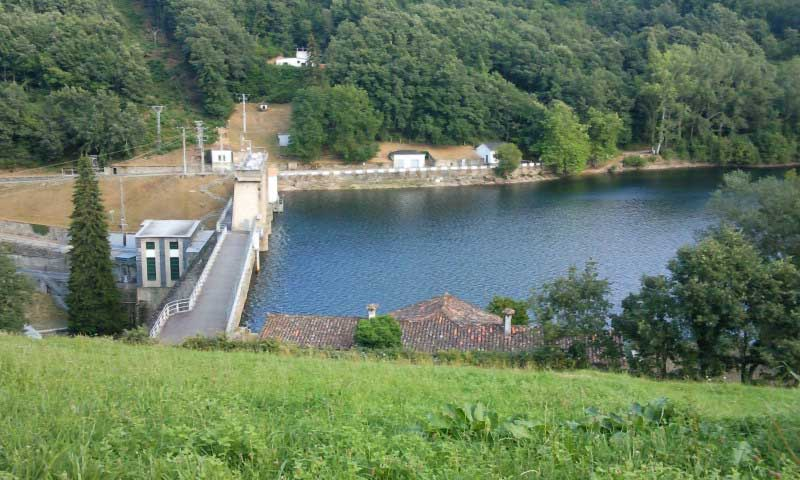
La presa